# Peperomia claudii
Peperomia claudii är en pepparväxtart som beskrevs av C. Dc.. Peperomia claudii ingår i släktet peperomior, och familjen pepparväxter. Inga underarter finns listade i Catalogue of Life.